# 1867 (numero)
Milleottocentosessantasette (1867) è il numero naturale dopo il 1866 e prima del 1868.

## Proprietà matematiche
- È un numero dispari.
- È un numero primo e un numero primo forte.
- È un numero omirp
- È un numero difettivo.
- È un numero nontotiente in quanto dispari e diverso da 1.
- È un numero odioso.
- È un numero intero privo di quadrati.
- È parte della terna pitagorica (1867, 1742844, 1742845).

## Astronomia
- 1867 Deiphobus è un asteroide troiano di Giove del campo troiano

## Astronautica
- Cosmos 1867 è un satellite artificiale russo.